# Das Mädchen aus der Ackerstraße. 1. Teil
Das Mädchen aus der Ackerstraße. 1. Teil lautet der Titel eines stummen „Dramas aus der Großstadt“, das Reinhold Schünzel 1920 für Arzén von Cserépys Firma Cserépy-Film Co. GmbH (Berlin) inszenierte. Das Drehbuch schrieben Bobby E. Lüthge und Arzén von Cserépy nach einer literarischen Vorlage, dem 1919 erschienenen gleichnamigen Roman von Ernst Friedrich. Die Titelrolle verkörperte die Tänzerin und Soubrette Lilly Flohr, den unglücklichen jungen Professor spielte, noch ehe er zum „Alten Fritz“ des deutschen Kinos wurde, Otto Gebühr. In der Rolle des verschlagenen Dieners Franz war Regisseur Schünzel selbst zu sehen.

## Handlung
Die minderjährige Tochter eines verkommenen, in der Berliner Ackerstraße wohnenden Ehepaares flüchtet aus der elterlichen Wohnung, weil sie fortgesetzten Misshandlungen ausgesetzt ist. Die auf der Straße Zusammengebrochene wird von einem jungen Universitätsprofessor in seine Wohnung genommen und dort längere Zeit in Pflege gehalten, bis eines Tages ihr Wohltäter, in den sich das Mädchen aus der Ackerstraße verliebt hat, zu ihr in unerlaubte Beziehungen tritt. Dies geschieht unmittelbar nachdem er seine Verlobung gefeiert und nachdem sein Diener auf Grund eines fingierten Überfalls von dem Mädchen ebenfalls Besitz genommen hat.
Die Eltern des Mädchens erstatten gegen den Gelehrten in erpresserischer Absicht Anzeige wegen Verführung einer Minderjährigen. Der verzweifelte Gelehrte erschießt sich, nachdem er das Mädchen einem Freund zur Obhut übergeben hat.
(Inhaltsangabe aus der Niederschrift Nr. 177 der Oberprüfstelle Berlin)

## Hintergrund
An der Kamera stand Curt Courant, die Filmbauten errichtete Fritz Seyffert. Die künstlerische Beratung oblag Heinz Schall.
Erwin Geschonneck stand in dem Film als 14-jähriger Junge bei Außenaufnahmen im Hof Nummer 9 inmitten einer Horde Kinder zum ersten Mal vor der Kamera.
Da außerhalb Berlins die Ackerstraße keinen Bezugspunkt für die Zuschauer darstellte, wurde der Filmtitel an den jeweiligen Aufführungsorten den lokalen oder regionalen Gegebenheiten angepasst; so hieß der Film in Hamburg und Norddeutschland Das Mädchen vom Jungfernstieg, in Frankfurt am Main und Süddeutschland Das Mädchen von der Zeil, in München und Bayern Das Mädchen vom Stachus, in Breslau und Schlesien Das Mädchen von der Schweidnitzer Straße, in Leipzig und Sachsen Das Mädchen von der Peterstraße und in Köln und im Rheinland Das Mädchen von der Hohestraße.
Das Mädchen aus der Ackerstraße erlebte seine Uraufführung am 3. Mai 1920 in Berlin in den Decla-Lichtspielen, nachdem bereits im April 1920 eine Pressevorführung im Berliner Kino „Lichtspielhaus“ stattgefunden hatte.
Der Film gehörte zu den ersten Produktionen, die aufgrund des neuen Reichslichtspielgesetzes vom 12. Mai 1920 verboten wurden.
Das Mädchen aus der Ackerstraße lag der Filmprüfstelle Berlin am 4. August 1920 in einer Länge von 6 Akten = 2.224 m (2.250 m vor Zensur) vor und wurde unter der Nr. B.89 mit einem Jugendverbot belegt, das von der Oberprüfstelle am 24. April 1921 bzw. 25. April 1921 bestätigt wurde. Den Widerrufsanträgen durch die Innenministerien der Badischen und der Bayerischen Landesregierung stattgebend, sprach die Oberprüfstelle am 22. November 1923 bzw. 23. November 1923 unter der Nr. O.A.99. ein Verbot der öffentlichen Aufführung aus.
Am 27. März 1924 lag der Film nach Schnitten erneut der Filmprüfstelle Berlin in einer Länge von 6 Akten, nunmehr nur noch 2.121 m vor, worauf er unter der Nr. B.8251 unter Beibehalt des Jugendverbots wieder zugelassen wurde. Die Entscheidung wurde sogleich angefochten, sodass die Berliner Oberprüfstelle am 9. April 1924 unter der Nr. O.177 das Verbot bestätigte. Zur Begründung hieß es, von der Vorführung sei „eine entsittlichende Wirkung im Sinne des § 1 Abs. 2 des Reichslichtspielgesetzes zu erwarten“. Zwar wurde anerkannt, dass „ein ernstes soziales Problem der Großstadt erörtert werde“, doch geschehe dies in „einer derart schwülen Atmosphäre von Sinnlichkeit und Sensation“, dass eine „erzieherische Wirkung ausgeschlossen“ sei.

## Rezeption
Schon kurz nach dem Ersten Weltkrieg entstanden vereinzelte „Milieufilme“, die versuchten, das alltägliche Leben in der Großstadt ungeschönt wiederzugeben. So drehte z. B. Max Mack 1921 drei Teile der vierteiligen, als „Sittenfilm“ beworbenen Milieuserie Die Geheimnisse von Berlin, deren Titel sich wohl an Eugène Sues Les Mystères de Paris anlehnte; beim ersten Teil Berlin N. Die dunkle Großstadt führte Arthur Teuber Regie, Einer der ersten war 1920 Reinhold Schünzels Mädchen aus der Ackerstraße.
Der Film wurde besprochen in
- Lichtbildbühne No. 33/34, 1919.
- Lichtbildbühne No. 19, 1920.
- Lichtbildbühne No. 18, 1920.
- Der Film  No. 14, 1920.
- Der Film   No. 19, 1920.
- Der Film   No. 43, 1920.
- Der Film   No. 44, 1920.
- Filmkurier No. 91, 1920.
- Erste Internationale Kinematographenzeitschrift No. 11, 1920.
- Erste Internationale Kinematographenzeitschrift No. 20/21, 1920.
- Erste Internationale Filmzeitung (Berlin), Nr. 20–21, 1920.

und ist verzeichnet bei
- Lamprecht Band 19 No. 67
- GECD #29036

Zeitgenössische Kritiken:
- Frank [= Paul Frank?] schrieb im Film-Kurier, Nr. 91 vom 1. Mai 1920 über Das Mädchen aus der Ackerstraße:

„Weder der Titel noch die Wahl des gleichnamigen Romans zur Verfilmung erscheint unter den obwaltenden Verhältnissen und bei der herrschenden Geschmacksrichtung besonders glücklich. Man hat sie allmählich satt, diese sogenannten Sittenbilder aus der Großstadt, die fast nie typisch sind und deshalb weithin nach jener üblen Kinoromantik riechen, die heute eigentlich schon überwunden sein müßte und könnte. Eine Fülle von Unwahrscheinlichkeiten verleidet dem geschmackvollen Zuschauer solche ‚Dramen‘ und nimmt ihnen auch den letzten Rest von ethischer Berechtigung, da nur das abschreckend und bessernd wirken kann, was der Zuschauer als glaubwürdig und dem wirklichen Leben entnommen empfindet.
Deshalb bleibt diese Geschichte eines von Edelmut und Gutmütigkeit, von Anständigkeit und Solidität triefenden Gelehrten, der sich eines armen, unglücklichen Mädchens aus den Tiefen der Großstadt annimmt, sie bei sich im Hause erzieht und dann plötzlich, in der Nacht nach seiner Verlobungsfeier mit einer anderen, das noch unmündige Mädchen verführt, ohne jeden tieferen Eindruck. Daneben rankt sich um diesen Gelehrten ein übles Verbrechergesindel, das der Gelehrte ganz unmotivierterweise um sich duldet, von dem er sich ausbeuten und erpressen läßt, obwohl er bis zu der – psychologisch ebenso völlig unbegründeten – Verführung nur Gutes und Edles getan hat.
Muß man dergestalt die Wahl des Stoffes und seine filmdramatische Bearbeitung entschieden ablehnen, so gebührt der Regie, die in den Händen Reinhold Schünzels lag, der Darstellung und der Photographie uneingeschränktes Lob. Abgesehen von den üblichen Konzessionen an den angeblichen Publikumsgeschmack (Künstlerfest, Kaschemmengetriebe, Verlobungsfeier und dergl.), hat die Regie dafür gesorgt, daß unnötiger Ballast ferngehalten und die Handlung in geradliniger Klarheit und Straffheit sich aufbaut. Die Bilder sind gut gestellt und ihre Wirkung künstlerisch berechnet.
So entwickelt sich Schünzel immer mehr zu einem großartigen Regisseur, ohne daß darunter seine Meisterschaft als Darsteller leidet. Denn auch als solcher liefert er in diesem Cserépy-Film eine glänzende Leistung, die ohne seine Schuld vielleicht nur dadurch beeinträchtigt wird, daß man diese, zu seiner Spezialität gewordenen Type des zynisch-brutalen Theaterschufts nachgerade ein bißchen zu oft gesehen hat. Ihm völlig ebenbürtig zur Seite steht Otto Gebühr, der sich immer mehr zu einem unserer besten Filmdarsteller emporarbeitet, der durch die Einfachheit und überraschende Natürlichkeit seines Spieles, seine souveräne Beherrschung jeder Situation und sein ausdrucksvolles Mienenspiel hervorragt. Auch Lili Flor, die die Titelrolle spielt, zeigt eine erfreuliche Entwicklung nach aufwärts, wenn ihr auch freilich zur erstrangigen Filmdiva noch mancherlei fehlt und namentlich in der pantomimischen Geste noch erhebliche Mängel vorhanden sind. Glänzende Episodenfiguren stellten Albert Steinrück und Rosa Valetti als erpresserisches Elternpaar auf die Leinwand. Die Photographie Curt Courants war sorgfältig und geschmackvoll.“

- H. B. schrieb in der Lichtbild-Bühne, Nr. 18 am 1. Mai 1920 über Das Mädchen aus der Ackerstraße:

„Der Film hält immerhin mehr als sein Titel verspricht. Man kann sogar zu der Vermutung kommen, der Titel wäre absichtlich so gewählt. Sujet: Tränenfilm par exellence. Eines der Leierkastenmotive des Films. – Aber die Ausführung! Schünzels Regie ist fast durchweg reif und gekonnt. Die kleine Tempoverschleppung im ersten Akt und die nicht ganz überzeugende Komparserie hätte sich ein Mann wie Schünzel allerdings sparen können. Schünzels Regienote in diesem Film ist die Bekämpfung und Ausgleichung des rührseligen Stoffes. Eine schwere Aufgabe. Aber man kann sie als gelöst bezeichnen. Dieser Regisseur ist ein Beherrscher realistischer Kunst und seine beachtenswerten, ehrlichen Bemühungen in dieser Richtung heben das Werk ohne weiteres auf ein höheres Niveau. Als künstlerisches Element ist fernerhin eine gute Parallelisierung der Bilder zu werten. Die Schlußszene erbebt sich sogar zu einer gewissen durchaus angebrachten und gut wirkendenden Symbolik.“

Der Film war derart erfolgreich, dass es noch zwei Fortsetzungen gab.
Einen Zweiten Teil drehte Werner Funck noch im selben Jahr; einen dritten Teil mit dem Haupttitel Wie das Mädchen aus der Ackerstraße die Heimat fand schob 1921 Martin Hartwig nach, der mit Walter Wassermann dazu auch das Manuskript verfasste. In allen Teilen war Lilly Flohr in der Titelrolle besetzt.
Die Ackerstraße in Berlin spielte auch in der Literatur eine Rolle. In seiner mehrfach ausgezeichneten Romantrilogie Wendepunkte, die aus den Bänden Die roten Matrosen oder Ein vergessener Winter (1984), Mit dem Rücken zur Wand (1990) und Der erste Frühling (1993) besteht, schildert der Schriftsteller Klaus Kordon das Schicksal der Familie Gebhart, die in der Ackerstraße Nr. 37 wohnt, durch die Jahre nach dem Ersten Weltkrieg. Im Vorwort des ersten Bandes charakterisiert der Autor den Wedding als ärmsten Stadtteil Berlins und die Ackerstraße als die ärmste Straße im Wedding.